# Tonny Schellekens-Hermans
Tonny Schellekens-Hermans (Helmond, 30 juli 1934) is een Nederlandse beeldhouwster. 
Zij werd als Antonia Walthera Maria Hermans geboren. In haar carrière van ruim 50 jaar heeft zij vele tientallen beelden gemaakt die in de openbare ruimte te vinden zijn, zoals het sculptuur Hillegonda (Rotterdam) in Rotterdam-Hillegersberg uit de jaren 1980 en twee beelden in Rijswijk en Voorburg uit de jaren 1990.  

## Fotogalerij

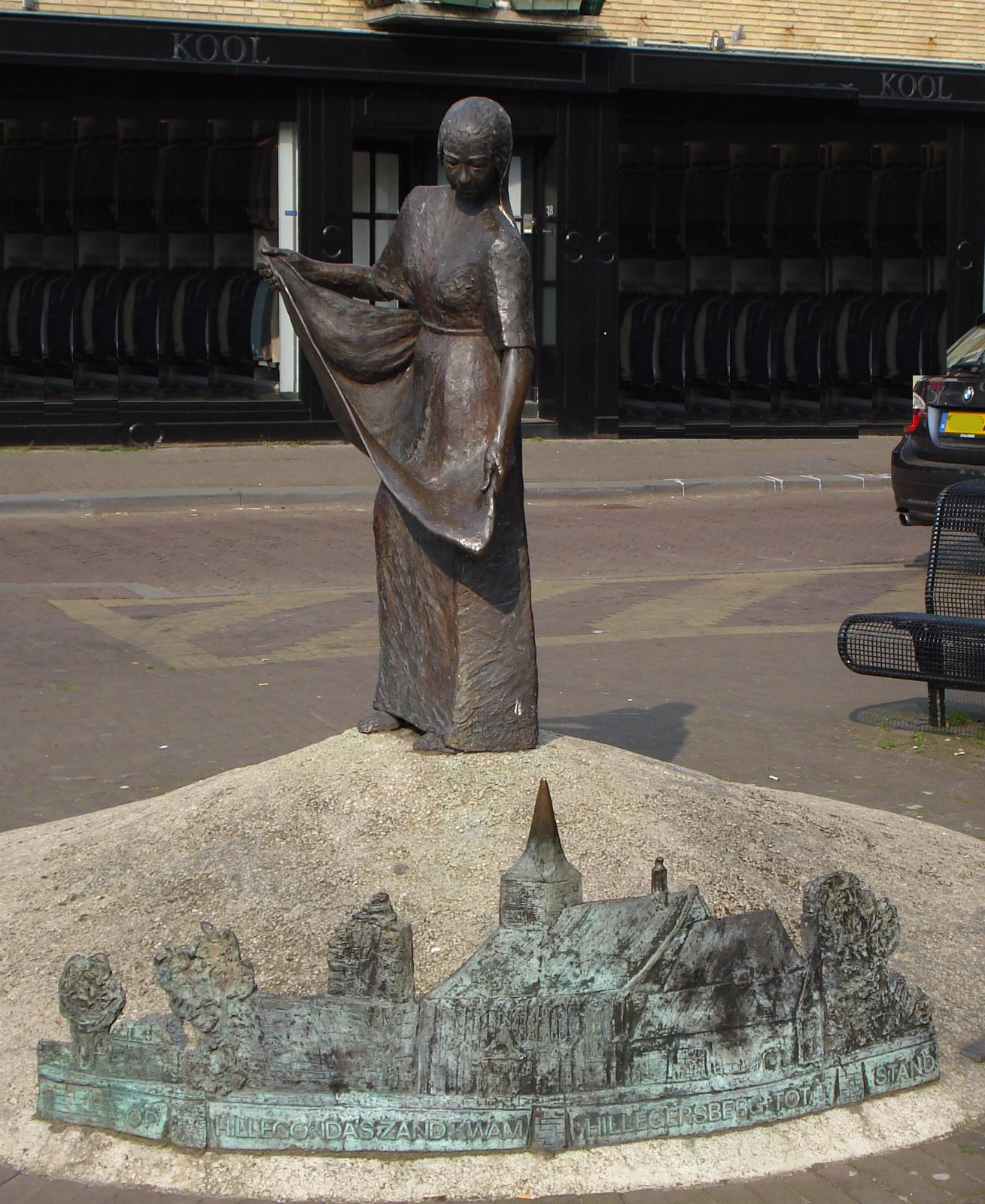
Hillegonda (Rotterdam) (1989)
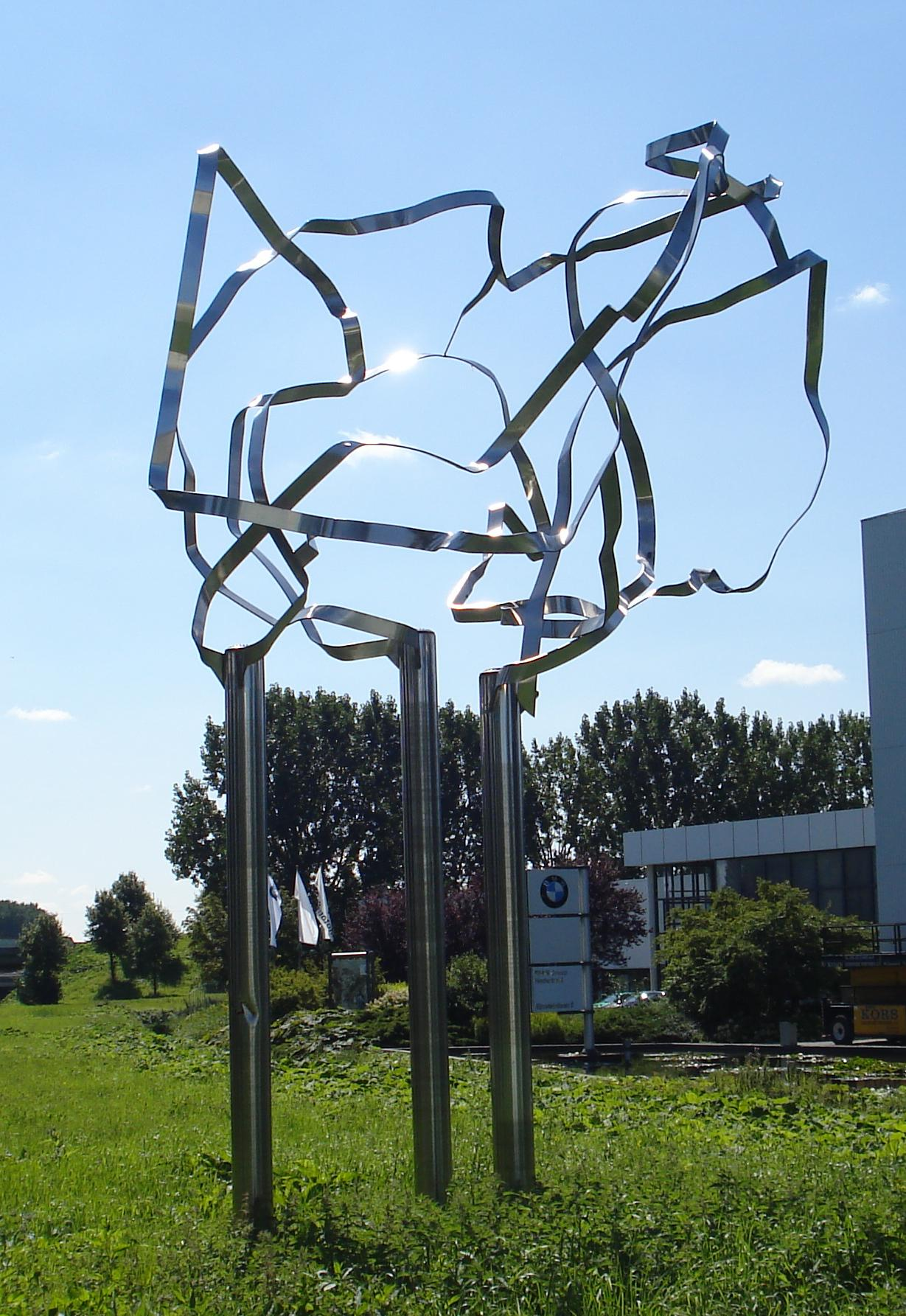
Waar natuur en cultuur elkaar ontmoeten (Rijswijk) (1996)
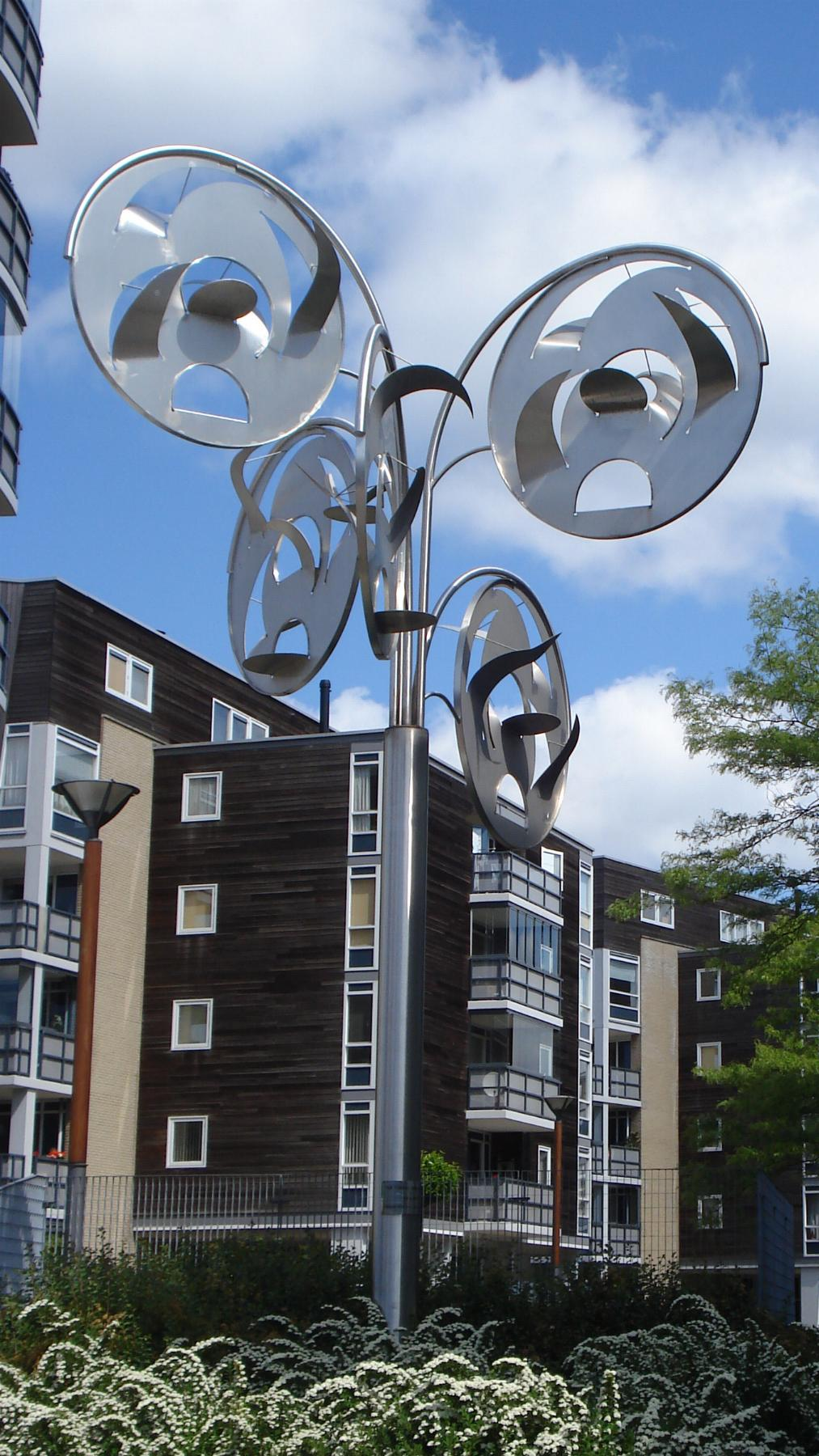
De cirkel doorbroken in Voorburg (1997)